# Korisós (Kastoriá)
Korisós, en grec moderne : Κορησός ou Korissós (Κορησσός), est un village du dème de Kastoriá, district régional de Kastoriá, en Macédoine-Occidentale, Grèce.
Selon le recensement de 2011, la population du village compte 998 habitants.